# John Bengtson
John D. Bengtson (nascut el 1948) és un lingüista històric i antropològic nord-americà. És expresident i actualment vicepresident de l'Associació per a l'Estudi de la Llengua a la Prehistòria, i ha estat editor (o coeditor) de la revista Mother Tongue (1996–2003, 2007–actualitat). Des de l'any 2001 és membre/investigador de l'Evolution of Human Languages, un projecte internacional sobre la prehistòria lingüística de la humanitat coordinat per l'Institut de Santa Fe. Les seves àrees d'especialització inclouen les llengües i la lingüística escandinaves, la lingüística indoeuropea, les llengües dené-caucàsiques (sino-caucàsiques) i la paleolingüística (l'estudi de la prehistòria humana a través de l'evidència lingüística).

## Publicacions
- Bengtson, John D. 1994. (amb Merritt Ruhlen) Global Etymologies. A M. Ruhlen, Sobre l'origen de les llengües: estudis de taxonomia lingüística. Stanford, CA: Stanford University Press.
- 1994. Edward Sapir i la hipòtesi 'Sino-Dene'. Ciència antropològica 102.3: 207-230.
- 1995. (amb Václav Blažek) Lexica Dene–Caucasica. Central Asiatic Journal 39.1: 11-50; 39,2: 161-164.
- 1997. Ein Vergleich von Buruschaski und Nordkaukasisch. Geòrgica 20: 88-94.
- 1998. Caucàsic i sino-tibetà: una hipòtesi de SA Starostin. Lingüística General 36.1/2: 33-49.
- 1999. Afiliacions genètiques més àmplies de la llengua xinesa. Revista de lingüística xinesa 27.1: 1-12.
- 2000. (amb Václav Blažek) Paral·lels lèxics entre Ainu i Austric, i les seves implicacions. Arxiu Orientální 68: 237-258.
- 2003. Apunts de Fonologia Comparada Basca. Llengua materna 8: 21-39.
- 2004. Algunes característiques de la fonologia dené-caucàsica (amb referència especial al basc). Cahiers de l'Institut de Linguistique de Louvain 30.4: 33-54.
- 2008. Materials per a una gramàtica comparada de les llengües dene-caucàsiques (sino-caucàsiques). A Aspectes de la lingüística comparada, v. 3., pp. 45–118. Moscou: RSUH Publishers.
- 2008. (Ed.) A Hot Pursuit of Language in Prehistory: Essays in the four fields of anthropology In honor Harold Crane Fleming. Amsterdam: John Benjamins.
- 2008. Les llengües del nord d'Euràsia: inferència a la millor explicació. A In Hot Pursuit of Language in Prehistory, JD Bengtson (ed.), pp. 241–262.
- 2009. (amb Václav Blažek) Ainu i Austric: Evidència de relació genètica. Journal of Language Relationship 2: 1-24.
- 2010. “Dene–Yeniseian” i la resta de Dene–Caucàsic: Part 3: La hipòtesi Burusho–Yeniseian (Karasuk); Part 4: Burusho–Dene. A Working Papers in Athabaskan Languages (Alaska Native Language Center Working Papers No. 8), ed. de Siri Tuttle i Justin Spence, pp. 118. Fairbanks: Alaska Native Language Center.
- 2011. (amb Václav Blažek) Sobre la hipòtesi Burushaski–indoeuropea d'I. Čašule. Journal of Language Relationship 6: 25-63.
- 2011. (amb Pierre J. Bancel i Alain Matthey de l'Etang) Back to Proto–Sapiens (Part 2). Els termes de parentiu global Papa, Mama i Kaka. A Kinship, Language, and Prehistory: Per Hage and the Renaissance in Kinship Studies, Ed. de Doug Jones i Bojka Milicic, pp. 38–45. Salt Lake City: University of Utah Press.
- 2013. (amb Harold C. Fleming, Stephen L. Zegura, James B. Harrod i Shomarka OY Keita) The Early Dispersions of Homo sapiens and Proto-Human from Africa. Llengua materna 18: 143-187.
- 2015. (amb George Starostin) La hipòtesi dene–sino–caucàsica: estat de l'art i perspectives. Esborrany de discussió publicat a Academia.edu, 2015.
- 2015. (amb Pierre J. Bancel i Alain Matthey de l'Etang) A Universal Proto-Interjection System in Modern-Day Humans. Llengua materna 20: 249-261.
- 2016. (amb Florent Dieterlen) Confirmation de l'ancienne extension des Basques par l'étude des dialectes de l'Europe de l'Ouest romane. [Confirmació de l'antiga extensió dels bascos a partir d'un estudi dels dialectes romànics occidentals d'Europa. ] Journal of Language Relationship 14/1: 1-27.
- 2016. Iarl i Iormun- ; Arya- i Aryaman- : Un estudi sobre la mitologia comparada indoeuropea. Mitologia comparada 2.1: 33–67. (desembre de 2016.)
- 2017. El basc i els seus parents més propers: un nou paradigma. Cambridge, Mass.: Mother Tongue Press/Associació per a l'estudi de la llengua a la prehistòria.
- 2017. El context antropològic de l'euskarocaucàsic. Iran i el Caucas 21.1: 75-91.
- 2018. Com es resol un problema com el basc? Filologia Romànica 72: 15-33.